# 尚贝莱
尚贝莱（法語：Chambellay，法語發音：[ʃɑ̃bɛlɛ] ⓘ）是法国曼恩-卢瓦尔省的一个市镇，属于瑟格雷区。

## 地理
尚贝莱（47°41'25"N, 0°41'0"W）面积12.86 平方千米，位于法国卢瓦尔河地区大区曼恩-卢瓦尔省，该省份为法国西部内陆省份，大致对应安茹地区，北起顺时针与马耶讷省、萨尔特省、安德尔-卢瓦尔省、维埃纳省、德塞夫勒省、旺代省、大西洋卢瓦尔省和伊勒-维莱讷省接壤。
与尚贝莱接壤的市镇（或旧市镇、城区）包括：舍尼耶-尚特塞、拉雅耶伊翁、曼恩河畔蒙特勒伊、蓝色安茹地区瑟格雷。

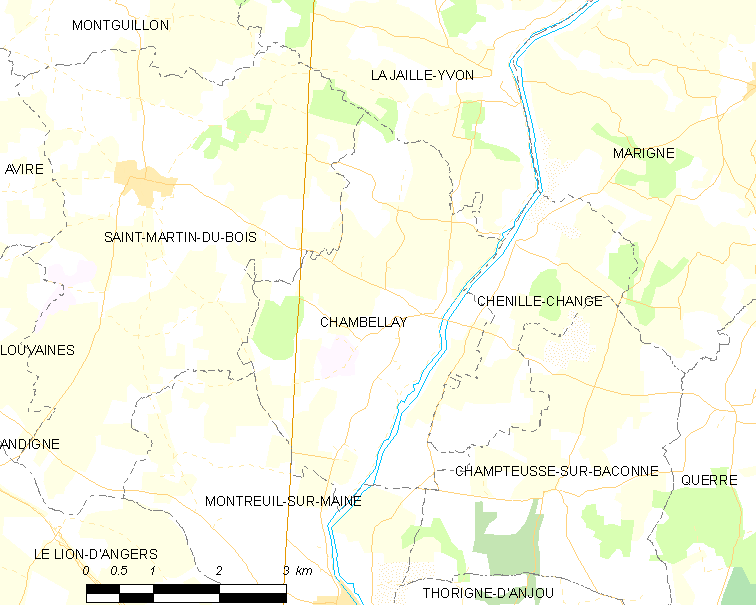
尚贝莱的OSM定位图

尚贝莱的时区为UTC+01:00、UTC+02:00（夏令时）。

## 行政
尚贝莱的邮政编码为49220，INSEE市镇编码为49064。

## 政治
尚贝莱所属的省级选区为蒂耶尔塞县。

## 人口

1962-2008年间尚贝莱人口变化图示

尚贝莱于2022年1月1日时的人口数量为409人。